# Santiago Roel García
Santiago Roel García (Monterrey, Nuevo León; 4 de diciembre de 1919-Monterrey, 17 de diciembre de 2001) fue un historiador, abogado, político y diplomático mexicano. Se desempeñó como secretario de Relaciones Exteriores de 1976 a 1979 durante el sexenio de José López Portillo, en donde promovió y logró el restablecimiento de las relaciones diplomáticas con España, junto con su homólogo español, Marcelino Oreja.

## Biografía
Santiago Roel obtuvo la autorización para incorporar al presupuesto de la Cancillería los ingresos generados por los servicios consulares. Durante su gestión, a petición de México quedó inserto el texto que refrenda nuestro respeto a la soberanía de los estados en el protocolo del Tratado Torrijos-Carter entre los gobiernos de Estados Unidos y Panamá sobre la entrega del Canal. En el periodo se reanudaron las relaciones diplomáticas con España con la disolución previa de las que se mantuvieron con el gobierno de la República Española en el exilio. 
En el marco de crecimiento petrolero, el país se colocó en una posición de fuerza en la balanza internacional y el secretario Roel impulsó al seno de la Cancillería el área económica, con la creación de una Subsecretaría encargada del Ramo. 
Correspondió en esta etapa el acuerdo para la venta de gas natural al gobierno de Carter. Las relaciones bilaterales y regionales adquirieron una importancia estratégica durante su encargo y se llevaron a cabo cincuenta reuniones de comisiones mixtas de cooperación en las áreas del comercio, la industria, la inversión, la educación y la tecnología, con el empeño de fortalecer los vínculos, tanto en el  Norte como en el Sur.
Entre los cargos que ocupó, figuran los de director jurídico del Gobierno de Nuevo León, senador suplente de 1964 a 1970, diputado federal de 1970 a 1973 en la XLVIII Legislatura del Congreso de la Unión de México, presidente de la Comisión Legislativa, presidente de la Comisión de Relaciones Exteriores, presidente de la Cámara de Diputados en el mes de noviembre de 1970, Director del Instituto de Estudios Políticos, Económicos y Sociales (IEPES), Vicepresidente del Colegio Electoral, asesor del Secretario de Hacienda Mario Ramón Beteta y Secretario de Relaciones Exteriores de México.
Después de su carrera política, se dedicó a laborar como historiador de Nuevo León y catedrático de la Universidad Autónoma de Nuevo León hasta el día de su muerte, el 17 de diciembre de 2001 por problemas neurológicos, habiéndose negado a hablar del gobierno de José López Portillo.
Licenciado en Derecho por la Universidad Autónoma de Nuevo León, se especializó en Derecho Constitucional, Internacional y Fiscal, en la Universidad de Nuevo León; cursó su maestría en Historia de México del siglo XIX, en la Universidad Nacional Autónoma de México. Fue director de Extensión y Cultura de la Universidad de Nuevo León. 
Consejero del Consejo de Honor de la Academia Mexicana de Derecho Internacional. 
Es autor de Pedro Garfías, Poeta; El cura de Tamajón y La experiencia constitucional de México: de Zitácuaro a Querétaro 1811-1917, entre otros.
Donó su biblioteca personal a la biblioteca "Lic. Raúl Rangel Frías" de la Universidad Autónoma de Nuevo León. 
Recibió reconocimientos de diversos países como España, Francia, Alemania, la URSS, entre otros. Falleció en 2001 en el mismo año que recibió la Presea del Estado de Nuevo León (post mortem).
Estuvo casado con Gloria Rodríguez Thompson con quien procreó cuatro hijos: Patricia, Catalina, Laura y Santiago Roel Rodríguez.